# Polygala linarifolia
Polygala linarifolia är en jungfrulinsväxtart som beskrevs av Carl Ludwig von Willdenow. Polygala linarifolia ingår i släktet jungfrulinssläktet, och familjen jungfrulinsväxter. Inga underarter finns listade i Catalogue of Life.